# Asellus latifrons
Asellus latifrons är en kräftdjursart som beskrevs av Yakov Avadievich Birstein 1947. Asellus latifrons ingår i släktet Asellus och familjen sötvattensgråsuggor. Inga underarter finns listade i Catalogue of Life.